# Aeropuerto de Norrköping
El aeropuerto de Norrköping (en sueco: Norrköping flygplats) (IATA: NRK, OACI: ESSP) está situado a 3 km al este de Norrköping, (este de Suecia). También se le conoce como aeropuerto de Kungsängens (en sueco: Kungsängens flygplats). Es el más grande de la provincia histórica de Östergötland situada en la parte meridional de Suecia, y atendiendo al tráfico de pasajeros ocupa el decimonoveno lugar en la red aeroportuaria de Suecia, según los datos estadísticos del año 2009.

## Historia
El aeropuerto de Norrköping se abrió el 9 de septiembre de 1934. Sin embargo, hasta 1936 no atendió al tráfico regular de pasajeros. Hoy en día es el aeropuerto civil más antiguo de Suecia en funcionamiento. El primer avión que aterrizó en el aeropuerto de Kungsängen fue de la compañía KLM realizando servicios a Estocolmo, Malmö y Copenhague.
En la década de 1940, la Autoridad de Aviación Civil se hizo cargo de la gestión del aeropuerto. Desde el año 2006, el municipio de Norrköping se hizo cargo de dicha gestión. Antes de tomar el mando esta última, el número de pasajeros se había reducido considerablemente en los últimos años. Desde entonces, el tráfico ha crecido con fuerza y numerosas aerolíneas han expresado su interés por operar en el aeropuerto. Sin embargo, en el último año (2009), el tráfico ha disminuido moderadamente.
El crecimiento experimentado desde el año 2006, fue resultado de la apuesta de la compañía danesa Cimber Sterling por el aeropuerto de Norrköping. Sin embargo, la compañía ha reducido sus operaciones recientemente, cancelando una de sus conexiones con Múnich.
A partir de mayo de 2010, la compañía irlandesa Ryanair pondrá en marcha una nueva ruta con Alicante, volando dos veces por semana. Además, la compañía sueca City Airline pretende establecer una ruta nacional entre el aeropuerto de Norrköping y el aeropuerto de Gotemburgo-Landvetter, a partir de septiembre de 2010.

## Transporte

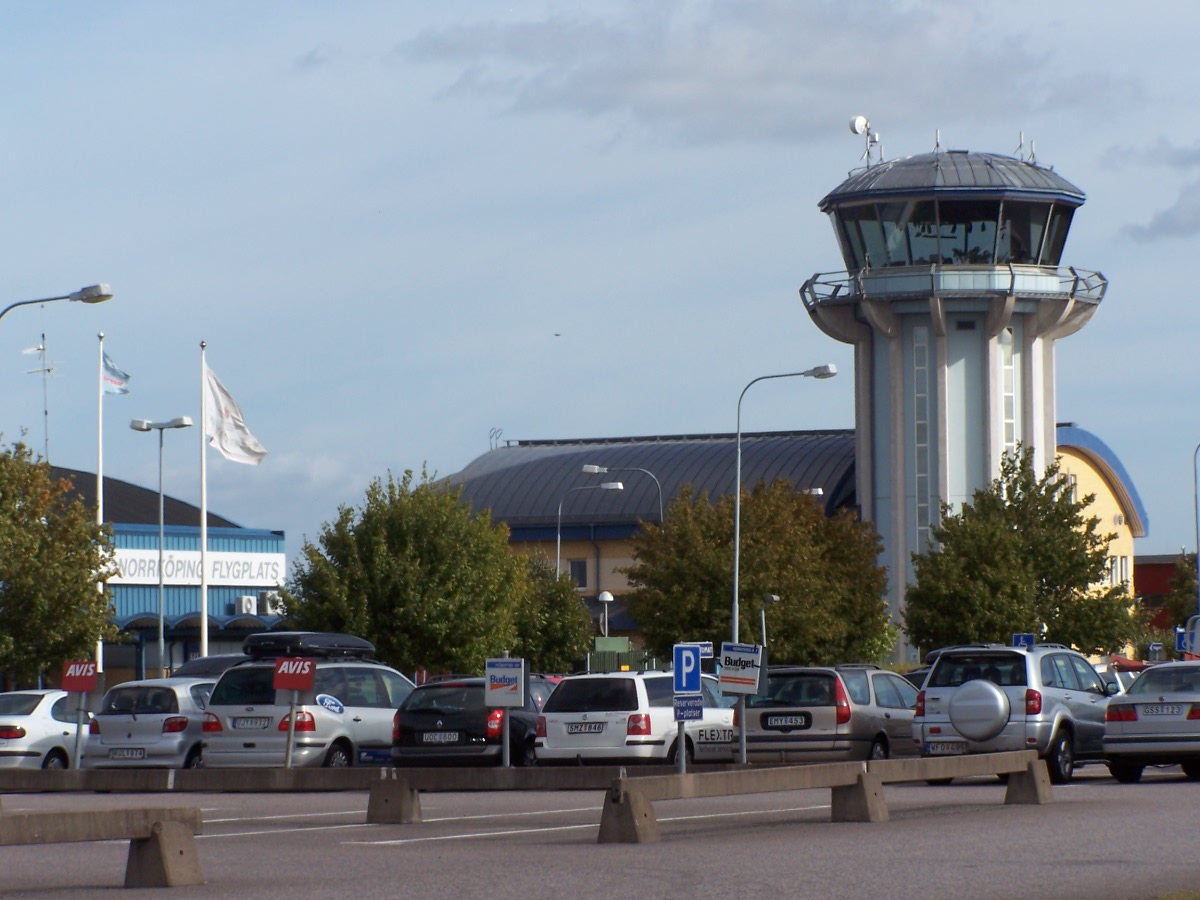
Aeropuerto de Norrköping.

Actualmente sólo se puede acceder al aeropuerto de Norrköping por carretera. Se ubica en las proximidades de la autopista E-22 que conecta con la autopista E-4, lo que les permite un fácil acceso a las principales ciudades localizadas tanto al suroeste (Linköping) como al noreste (Nyköping) de su área de influencia.
El aeropuerto cuenta con un servicio directo de autobuses hasta el centro de Norrköping, haciendo conexión con la línea 3 del tranvía en la parada Söder Tull. La duración del trayecto es de 21 minutos, con una frecuencia de cada media hora. Desde la estación central de Norrköping (en sueco: Norrköping Centralstation), se puede acceder a diversos destinos de manera directa mediante el tren o el autobús como Linköping, Nyköping, Estocolmo, etc.
Dispone además de un servicio taxi con reserva previa, operado por diversas compañías.
El aeropuerto también cuenta con una variedad de compañías de alquiler de vehículos (Avis, Europcar, Hertz o Sixt) como alternativa al transporte público.
Si viaja con un vehículo propio, el aeropuerto cuenta con aparcamientos de pago a corto y largo plazo, además de uno gratuito para estacionamientos breves para llevar o recoger a los huéspedes.
| - Autobús | Sí | Östgötatrafiken  | 116      | Norrköping | www.ostgotatrafiken.se Archivado el 23 de marzo de 2010 en Wayback Machine. |
| - Tren    | No | --------         | -------- | --------   | www.sj.se                                                                   |
| - Tranvía | No | --------         | -------- | --------   | www.ostgotatrafiken.se Archivado el 23 de marzo de 2010 en Wayback Machine. |
| - Taxi    | Sí | Norrköpings Taxi | -------- | XXXXXX     | --------                                                                    |
|           |    | Taxi 020         | -------- | XXXXXX     | --------                                                                    |
|           |    | Taxikurir        | -------- | XXXXXX     | www.taxikurir.se                                                            |
|           |    | Vikbolands Taxi  | -------- | XXXXXX     | www.taxi160000.se                                                           |
|           |    | Taxi Klimatsmart | -------- | XXXXXX     | www.taxiklimatsmart.se                                                      |

## Estadísticas

### Evolución del tráfico por año

#### Pasajeros
En la siguiente tabla se detalla el número total de pasajeros entre los años 1997 y 2009:
| Tráfico total de pasajeros por año | Tráfico total de pasajeros por año | Tráfico total de pasajeros por año | Tráfico total de pasajeros por año | Tráfico total de pasajeros por año | Tráfico total de pasajeros por año | Tráfico total de pasajeros por año | Tráfico total de pasajeros por año | Tráfico total de pasajeros por año | Tráfico total de pasajeros por año |
|                                    |                                    |                                    |                                    |                                    |                                    | 1997                               | 1998                               | 1999                               | 2000                               |
| ---------------------------------- | ---------------------------------- | ---------------------------------- | ---------------------------------- | ---------------------------------- | ---------------------------------- | ---------------------------------- | ---------------------------------- | ---------------------------------- | ---------------------------------- |
|                                    |                                    |                                    |                                    |                                    |                                    | 205.662                            | 210.988                            | 213.334                            | 220.192                            |
| 2001                               | 2002                               | 2003                               | 2004                               | 2005                               | 2006                               | 2007                               | 2008                               | 2009                               | 2010                               |
| 202.861                            | 157.507                            | 99.854                             | 87.255                             | 74.214                             | 82.580                             | 87.576                             | 113.515                            | 100.212                            |                                    |

## Aerolíneas y destinos directos
| Aerolíneas       | Destinos                                                                             |
| ---------------- | ------------------------------------------------------------------------------------ |
| Pegasus Airlines | Estacional: Antalya                                                                  |
| TUIfly Nordic    | Chárter estacional: Gran Canaria, La Canea, Lárnaca, Palma de Mallorca, Rodas, Split |

### Agencias de viajes
Apollo
Ving
Fritidsresor
Turkietresor
Scandjet
Lista actualizada 2009-12-09

## Códigos internacionales
- Código IATA: NRK
- Código OACI: ESSP